# Cyclophyllum barbatum
Cyclophyllum barbatum är en måreväxtart som först beskrevs av Johann Georg Adam Forster, och fick sitt nu gällande namn av Nicolas Hallé och Jacques Florence. Cyclophyllum barbatum ingår i släktet Cyclophyllum och familjen måreväxter. Inga underarter finns listade i Catalogue of Life.